# Ушбиик
Ушбиик (каз. Үшбиік) — село в Жарминском районе Абайской области Казахстана. Административный центр Ушбиикского сельского округа. Находится на правом берегу реки Ащысу примерно в 130 км к югу от центра города Чарска. В селе имеется железнодорожная станция. Код КАТО — 634483100.

## Население
В 1999 году население села составляло 2050 человек (1022 мужчины и 1028 женщин). По данным переписи 2009 года, в селе проживали 1333 человека (639 мужчин и 694 женщины).